# Masa Yamamoto
Masa Yamamoto (jap. 山本 昌, Yamamoto Masa, eigentlich 山本 昌広, Yamamoto Masahiro; * 11. August 1965 in Chigasaki, Präfektur Kanagawa) ist ein japanischer Baseballspieler auf der Position des Pitchers. Er spielt seit seinem Profidebüt 1986 für die Chūnichi Dragons in der japanischen Central League. 1994 gewann er den Sawamura-shō für den besten Pitcher der Liga, zweimal (1994 und 1997) wurde er in die Best Nine der Ce League aufgenommen.
Yamamoto besuchte die Fujisawa-Oberschule der Nihon Daigaku, die sich aber in seiner Zeit nicht für den Kōshien qualifizierte. Im Draft 1983 kam Yamamoto in der fünften Runde zu Chūnichi. Sein Debüt in der ersten Mannschaft gab er zum Ende der Saison 1986, als er zwei Drittel Innings gegen Yakult im Jingū-Stadion warf; vermehrt zum Einsatz kam er aber erst ab 1988. Ab der Saison 1989 gehörte er zur Stammrotation der Dragons mit meist über 20 Starts pro Saison.
Seine erfolgreichste Zeit hatte Yamamoto in den 1990er Jahren, als er die Central League dreimal in Wins anführte (1993, 1994 und 1997) und 1994 auch mit dem Sawamura-Preis als bester Pitcher ausgezeichnet wurde. Er blieb aber auch danach ein zuverlässiger Starting Pitcher mit meist mehr als 100 geworfenen Innings pro Saison. Insgesamt sechsmal (1989, 1992, 1993, 1994, 1997, 2004) nahm Yamamoto für die Ce League am All-Star-Game teil. 2006 warf Yamamoto in einem Heimspiel gegen Hanshin einen No-Hitter.
In der Spielzeit 2007 warf Yamamoto mit einem ERA über 5 zwar schwach (2 W – 10 L in 18 Starts), konnte aber mit seiner Mannschaft den Meistertitel in der Nihon Series feiern – den ersten für Chūnichi seit 1954. 2008 war Yamamoto wieder besser in Form und wurde am 4. August 2008 der 24. Pitcher im japanischen Profibaseball, der 200 Wins in der Karriere erreicht hat. Ab 2009 kam der Veteran seltener zum Einsatz, trug aber 2010 mit fünf Wins in acht Einsätzen zu einer starken Spielzeit der Dragons bei.